# Jürg Sollberger
Jürg Fortunat Sollberger (* 31. Oktober 1940; † 5. Februar 2021) war ein Schweizer Jurist und Forscher auf dem Gebiet des Straf- und des Strafprozessrechts.

## Leben
Sollberger studierte Rechtswissenschaften an der Universität Bern und erlangte 1967 das Fürsprecherpatent. 1989 promovierte er. Er war drei Jahre lang Untersuchungsrichter und danach 14 Jahre Einzelrichter in Strafsachen. Anschliessend war er Präsident des damaligen Zivilamtsgerichts. 1991 wurde er an das Obergericht des Kantons Bern gewählt, dem er bis Ende 2003 angehörte. Er gehörte auch dem Wirtschaftsstrafgericht, dem Handelsgericht sowie der Kriminalkammer an und präsidierte die 3. Strafkammer des Obergerichts des Kantons Bern. In seiner Zeit als Richter am Obergericht des Kantons Bern fällte er das Urteil im Prozess um die Kampagne Nestlé tötet Babys (The Baby Killer).
Sollberger war als fachlicher Beirat, Dozent und Kursleiter am Competence Center Forensik und Wirtschaftskriminalistik der Hochschule Luzern tätig.

## Schriften
- Peter Goldschmied, Thomas Maurer, Jürg Sollberger: Kommentierte Textausgabe zur Schweizerischen Strafprozessordnung. Stämpfli, Bern 2008, ISBN 978-3-7272-9811-0.
- Annemarie Hubschmid, Jürg Sollberger (Hrsg.): Zur Revision des Allgemeinen Teils des Schweizerischen Strafrechts und zum neuen materiellen Jugendstrafrechts. Stämpfli, Bern 2004, ISBN 3-7272-9448-5.
- Das Opportunitätsprinzip im Strafrecht: Ein tauglicher Versuch zur Bewältigung des Bagatelldelikts. Helbing & Lichtenhahn, Basel 1989 (Zeitschrift für Schweizerisches Recht. Neue Folge. Bd. 108).